# Apsorpciona spektroskopija
Apsorpciona spektroskopija se odnosi na spektroskopske tehnike koje mere apsorpciju zračenja, nastalu usled interakcije sa uzorkom, kao funkciju frekvencije ili talasne dužine. Uzorak apsorbira energiju (npr. fotone) iz izvora zračenja pri čemu postoji razlika u intenzitetu apsorpcije u zavisnosti od frekvencije. Zavisnost intentiteta apsorpcije od frekvencije (ili talasne dužine) predstavlja apsorpcioni spektar. Apsorpciona spektroskopija ima primenu u analitičkoj hemiji kao tehnika kojom je moguće kvalitativno i kvantitativno odrediti neku supstancu (npr. infracrvena spektroskopija, UV-vidljiva spektroskopija).
Postoji širok opseg eksperimentalnih pristupa za merenje apsorpcionih spektra. Najčešći aranžman je direktno usmeravanje generisanog snopa zračenja na uzorak i detekcija intenziteta radijacije koja prolazi kroz njega. Prenesena energija može se koristiti za izračunavanje apsorpcije. Izvor, dispozicija uzorka i tehnika detekcije značajno se razlikuju u zavisnosti od frekvencijskog opsega i svrhe eksperimenta.
Glavne vrste apsorpcione spektroskopije su navedene u sledećoj tabeli.
| Sr. br | Elektromagnetna radijacija | Spektroskopski tip                                                                         |
| ------ | -------------------------- | ------------------------------------------------------------------------------------------ |
| 1      | X-zraci                    | X-zračna apsorpciona spektroskopija                                                        |
| 2      | UV - vidljiva              | UV-Vis apsorpciona spektroskopija                                                          |
| 3      | IR                         | Infracrvena apsorpciona spektroskopija                                                     |
| 4      | Mikrotalasi                | Mikrotalasna apsorpciona spektroskopija                                                    |
| 5      | Radio talasi               | Elektronski spinski rezonantna spektroskopija Nuklearno magnetno rezonantna spektroskopija |

## Apsorpcioni spektar
Apsorpcioni spektar neke supstance predstavlja deo upadnog zračenja koji je supstanca apsorbovala u određenom rangu frekvencija. Apsorpcioni spektar je primarno određen atomskim i molekularnim sastavom supstance. Najveća je verovatnoća da će zračenje biti apsorbovano na frekvencijama koje odgovaraju energetskoj razlici između energetskih nivoa molekule. Apsorpcija koja se događa usled prelaza između dva energetska stanja predstavlja apsorpcionu liniju, a spektar se obično sastoji od većeg broja linija. Apsorpcija do koje dolazi usled prelaza između dva stanja se naziva apsorpcionom linijom i spektar se tipično sastoji od mnoštva linija. U zavisnosti od sredine u kojoj se nalazi molekula, spektar će imati određenu širinu i oblik.

### Osnovna teorija
Apsorpcione linije su tipično klasifikovane prema prirodi kvantno-mehaničke promjene indukovane u atomu ili molekulu. Npr. rotacione linije se pojavljuju kada se menja rotaciono stanje molekule. Rotacione linije pripadaju mikrotalasnom delu spektra. Vibracione linije su posledica promene vibracionog stanja molekule i pripadaju infracrvenom području elektromagnetnog spektra.
Energija povezana sa kvantno-mehaničkom promenom je pvenstvena odrednica frekvencije apsorpcione linije, mada frekvencija može biti pomerena usled nekoliko tipova interakcija. Električna i magnetna polja mogu prouzrokovati pomak. Interakcije sa susednim molekulama mogu prouzrokovati pomake. Na primer, apsorpcione linije molekula u gasnoj fazi mogu se značajno pomerati kada je taj molekul u tečnom ili čvrstom stanju, i stoga formira jače interakcije sa susednim molekulima.
Širina i oblik apsorpcionih linija se određuju instrumentom koji se koristi za posmatranje materijala koji apsorbuje zračenje i fizičkog okruženja tog materijala. Uobičajeno je da linije imaju oblik Gausove ili Lorencove distribucije. Takođe je uobičajeno da se linija opisuje isključivo intenzitetom i širinom, umesto da se karakteriše celokupan oblik.
Integrisani intenzitet - dobijen integrisanjem područja ispod apsorpcione linije - proporcionalan je količini prisutne apsorbujuće supstance. Intenzitet je takođe povezan sa temperaturom materije i kvantno mehaničkom interakcijom između zračenja i apsorbera. Ova interakcija se kvantifikuje momentom tranzicije i zavisi od određenog donjeg stanja iz kojeg tranzicija polazi, kao i gornjeg stanja sa kojim je povezana.
Širina apsorpcionih linija može se odrediti spektrometrom koji se koristi za njihovo snimanje. Spektrometri imaju svojstvena ograničenja u pogledu širine linija koje mogu da razreše, tako da uočena širina može da bude na ovoj granici. Ako je širina veća od limita rezolucije, tada je prvenstveno određena okruženjem apsorbera. Tečni ili čvrsti apsorberi, u kojima susedni molekuli formiraju snažne međusobne interakcije, imaju tendenciju stvaranja širih apsorpcionih linija od gasa. Povećanje temperature ili pritiska apsorbujućeg materijala isto tako rezultira tendencijom povećanja širine linije. Često se dešava da nekoliko susednih prelaza budu dovoljno blizu jedni drugima da se njihove linije preklapaju i rezultirajuća sveukupna linija je stoga šira.

### Relation to transmission spectrum
Spektri apsorpcije i transmisije predstavljaju ekvivalentne informacije, i jedni se mogu izračunati iz drugih matematičkom transformacijom. Transmisioni spektar ima svoj maksimalni intenzitet na talasnim dužinama gde je apsorpcija najslabija, jer se kroz uzorak prenosi više svetlosti. Apsorpcioni spektar ima svoj maksimalni intenzitet na talasnim dužinama gde je apsorpcija najjača.

## Literatura
- Hearnshaw, J.B. (1986). The analysis of starlight. Cambridge: Cambridge University Press. стр. 27. ISBN 978-0-521-39916-6.
- Myles W. Jackson, Joseph von Fraunhofer and the Craft of Precision Optics (MIT Press, 2000).
- Bratteli, Ola; Robinson, Derek W. (1987). Operator Algebras and Quantum Statistical Mechanics 1. Springer. ISBN 978-3-540-17093-8. 2nd edition. In particular, see Sec. 2.3.
- Bengtsson, I.; Życzkowski, K. (2006). Geometry of Quantum States. Cambridge: Cambridge University Press., second, revised edition (2017)
- Isham, Chris J (1995). Lectures on Quantum Theory: Mathematical and Structural Foundations. Imperial College Press. ISBN 978-1-86094-001-9.
- Atkins, P. W.; de Paula, J. (2006). „Molecular Spectroscopy: Section: Pure rotation spectra”. Physical Chemistry (8th изд.). Oxford University Press. стр. 431–469. ISBN 0198700725.
- Banwell, Colin N.; McCash, Elaine M. (1994). Fundamentals of Molecular Spectroscopy (4th изд.). McGraw-Hill. ISBN 0-07-707976-0.
- Brown, John M.; Carrington, Alan (2003). Rotational spectroscopy of diatomic molecule. Cambridge University Press. ISBN 0-521-53078-4.
- Hollas, M. J. (1996). Modern Spectroscopy (3rd изд.). Wiley. ISBN 0471965227.
- Kroto, H. W. (2003). Molecular Rotation Spectroscopy. Dover. ISBN 0-486-49540-X.
- McQuarrie, Donald A. (2008). Quantum Chemistry. University Science Books. ISBN 978-1-891389-50-4.
- Townes, Charles H.; Schawlow, Arthur L. (1975). Microwave Spectroscopy. Dover. ISBN 978-0-486-61798-5.
- Kovács, István (1969). Rotational Structure in the Spectra of Diatomic Molecules. Adam Hilger. ISBN 0852741421.
- Wollrab, James E. (1967). Rotational spectra and molecular structure. Academic Press. ISBN 148319485X.
- J. F. James and R. S. Sternberg (1969), The Design of Optical Spectrometers (Chapman and Hall Ltd)
- James, John (8. 2. 2007). Spectrograph Design Fundamentals. Cambridge University Press. ISBN 978-0-521-86463-3.
- Browning, John (1882), How to work with the spectroscope : a manual of practical manipulation with spectroscopes of all kinds
- Palmer, Christopher (2020). Diffraction Grating Handbook (8th изд.). MKS Newport.

## Spoljašnje veze
- Solarni apsorpcioni spektar
- Simulacija vidljivog apsorpcionog spektra Архивирано на веб-сајту  (1. новембар 2016)
- Plot Baza podataka apsorpcionih intenziteta Архивирано на веб-сајту  (11. април 2022)